# 132 Етра
132 Етра (132 Aethra) — астероїд, який перетинає орбіту Марса. Відкритий 13 червня 1873 року Джеймсом Крейгом Вотсоном, потім втрачений, потім знову відкритий у 1922 році. Названий на честь Етри — дочки Пітфея, царя Тройзену, дружини Егея, матері Тесея.
Тіссеранів параметр щодо Юпітера — 3,176.